# Раффре, Ашиль
Ашиль Мари Жак Раффре (фр. Achille Marie Jacques Raffray; 17 октября 1844, Анже — 25 сентября 1923, Рим) — французский дипломат, путешественник, зоолог и энтомолог.

## Биография
Ашиль Раффре был членом Энтомологического общества Франции, а также Французского географического общества.
В 1873—1874 гг. посетил, с целью сбора зоологических коллекций, северную часть Эфиопского нагорья, Занзибар и Момбасы. Итогом путешествия стала опубликованная в 1876 году книга «Восточная Африка».
Его коллекции жуков, собранных со всего мира, были распроданы и ныне хранятся во множестве европейских музеев.

## Работы
Ашиль Раффре — автор семидесяти семи публикаций по энтомологии в различных журналах, а также семи отдельно опубликованных работ.

### Труды по энтомологии (Избранные)
- (1890) Étude sur le Psélaphides. V. Tableaux synoptiques. Notes et synonymie. Revue d’Entomologie,, Кан, 9: 81-172.
- (1892) Совместно с Игнасио Боливаром и Эженом Симоном. Voyage de M. E. Simon aux îles Philippines (Mars et Avril 1890). 4e mémoire. Etude sur les arthropodes cavernicoles de l'île de Luzon. Annales de la Société Entomologique de France 61: 27-52, Pl. 1-2.
- (1900) Australian Pselaphidae. Proceedings of the Linnean Society of New South Wales 25:: 131—249, табл. 1
- (1904) Genera et catalogue des Psélaphides. Annales de la Société Entomologique de France 73: 1-400
- (1908) Coleoptera fam. Pselaphidae. pp. 1-487, pls i-ix in Wytsman, P. (ed.). Genera Insectorum, 64th fascicule. Рим : Витсман.
- (1912) Совместно с Антуаном Анри Грувелем. Supplément à la Liste des Coléoptères de la Guadeloupe Ann. Soc. Entom. France об. 81

### Труды по географии
- (1875) «Voyage en Abyssinie, à Zanzibar et au pays des Ouanika» Bulletin de la Société de Géographie x, № 6

## Эпонимы
Бандикут Раффре, Peroryctes raffrayana, был назван в его честь парижским зоологом Анри Мильном-Эдвардсом.
Вид африканской змеи, Scaphiophis raffreyi, был назван в его честь французским герпетологом Мари Фирменом Бокуром. 
Вид короткохвостой змеи, Brachyorrrhos raffreyi, найденный в городе Тернате в провинции Северное Малуку, Индонезия, назван в честь Раффре французским герпетологом, ихтиологом и палеонтологом Анри-Эмилем Соважем.